# Берон-э-сез-Анвирон
Берон-э-сез-Анвирон (фр. Bairon et ses environs) — коммуна в департаменте Арденны в регионе Гранд-Эст во Франции.
Коммуна появилась 1 января 2016 года в результате слияния других коммун: Ле-Шен, Луверньи и Лез-Аллё.
Название коммуны произошло от реки Берон, которая находится поблизости, а французское слово «анвирон» (фр. environs) значит «окрестности», то есть получается «Берон и окрестности».

## География и близлежащие поселения
Коммуна расположена в 25 км к юго-востоку от центра города Седан. Из близлежащих муниципалитетов можно выделить:
- Совиль на северо-востоке;
- Танне и Ле-Петит-Армуаз на востоке;
- Бельвиль-э-Шатийон-сюр-Бар на юго-востоке;
- Катр-Шан на юге;
- Вонк и Монгон на западе;
- Ламец и Маркиньи на северо-западе.

Коммуну пересекает Арденнский канал.

## Культурные памятники и наследие
Из архитектуры и прочих культурных памятников можно выделить:
- Мэрия Ле-Шен;
- Церковь Святого Иакова в Ле-Шене;
- Крест Ле-Шен;
- Участок Арденнского канала в Ле-Шене;
- Начальная школа;
- Церковь Святого Никасия в Луверньи;
- Церковь Святого Иоанна Крестителя в Лез-Аллё;
- Озеро Берон;

## Население
Ле-Шен — крупнейшая из трёх деревень, входящая в округ, её население — около 900 человек. Это небольшой сельский город с небольшой урбанизацией.
У Луверньи и Ле-Аллё — население меньше чем 100 человек.
На 2014 год, на территории сегодняшней коммуны жило 1077 человек.

## Галерея
- Мэрия Ле-Шен
- Одна из церквей Ле-Шена и участок Арденнского канала
- Озеро Берон
- Церковь в Луверньи
- Прачечная в Луверньи
- Церковь в Лез-Аллё